# Ace Combat 7: Skies Unknown
Ace Combat 7: Skies Unknown (エースコンバット7, au Japon) est un jeu vidéo de simulation de vol de combat développé par Project Aces et édité par Bandai Namco, sorti le 18 janvier 2019 sur PlayStation 4 et Xbox One et le 1er février pour PC, via Steam. Un portage sur Nintendo Switch est disponible le 11 juillet 2024.
Il s'agit du septième volet canonique de la série Ace Combat (lancé en 1993), dont le dernier opus principal (Ace Combat 6: Fires of Liberation) remonte à 2007, et du premier à être disponible sur Microsoft Windows. Par ailleurs, le jeu célèbre le vingtième anniversaire de la série. Au niveau du scénario, le jeu se situe entre Ace Combat 6 et Ace Combat 3.

## Histoire

### Univers
Ace Combat 7 se déroule dans un monde fictif nommé Strangereal, en l'an 2019,, soit 20 ans après la chute de l'astéroïde Ulysses. L'astéroïde joue un rôle majeur dans la série depuis sa découverte en 1994 puis lors de la chute de ses fragments sur Terre en 1999. La majeure partie des ressources économiques des nations du monde a permis l'émergence de nombreuses « super-armes », tels que Stonehenge, le satellite SOLG, la Forteresse Intolérance et le canon électromagnétique Chandelier en Estovakia, inachevé lors de l'impact.

### Contexte
Le jeu couvre la Seconde Guerre Continentale Uséenne qui oppose la superpuissante Fédération Oséenne au récemment formé Royaume d'Erusea, ancienne République Fédérale, laquelle est localisée sur la côte ouest du continent Usea,. Cette guerre s'est déclenchée par l'attaque d'une armée inconnue de drones. Les deux nations sont séparées par un océan, la Mer de Printemps, les obligeant à se battre par voie aérienne.

## Système de jeu

### Généralités
Ace Combat 7 est un jeu de combat aérien. Il dispose d'une campagne solo (constituée de  20 missions) ainsi qu'un multijoueur en ligne. Le jeu est axé avant tout arcade. Ainsi, il est loin d'être une simulation complexe et présente un système de jeu simple. Le but du joueur est de piloter un chasseur supersonique, puis de verrouiller les appareils ennemis afin de les éliminer à l'aide de ses armes (missiles),. En même temps, le joueur doit éviter les missiles adverses en exécutant des virages à G élevés, ou encore des vrilles, tonneaux, et autres acrobaties aériennes, sans pour autant risquer un dangereux décrochage. Le joueur doit également prendre en compte les aléas climatiques qui changent en temps réel tels que les orages, les turbulences ou le givre, lesquels altèrent le pilotage en cours de vol (réduction de la visibilité, déréglage des équipements, etc.),.

### Appareils
La forteresse volante Arsenal Bird est capable de transporter et de lancer 80 drones X-47B. En plus de l'avion fictif FAS, le joueur dispose de nombreux appareils jouables, réels et modélisées en 3D, tels que : 
- Typhoon[12]
- F-15C[13]
- F-15E[13]
- F-15J[13]
- F-16C[13]
- F/A-18F[14]
- Gripen E[13]
- Dassault Mirage 2000[13]
- Rafale M[13]
- A-10C[13]
- Su-33[13]
- Su-35S[13]
- F-104C[13]
- Mig-21[13]
- MiG-29A[14]
- Mitsubishi F-2[15]
- F-14D[13]
- F-35C[15]
- Su-57[13]
- YF-23[13]
- ADF-11
- F-22[13]

### Réalité virtuelle
Le jeu offre une autre possibilité de gameplay en étant compatible avec la réalité virtuelle, laquelle s'appuie exclusivement sur le casque PlayStation VR de Sony,,. Toutefois, il s'agit d'un mode de jeu indépendant au contenu principal,. Ainsi, les versions PC et Xbox One du jeu ne disposent pas de ce mode. Le mode se joue depuis l'intérieur du cockpit, en vue à la première personne.
Le mode se décompose en trois activités distinctes,. La première permet au joueur à participer à des missions d'une durée de vingt minutes, avec des phases de décollage et d’atterrissage. La seconde place le joueur dans un hangar où sont entreposés les avions de chasse,. Le joueur se déplace à l'intérieur de ce dernier, et à tout moment, peut choisir de grimper dans un appareil pour effectuer un vol classique, sans combat,. Enfin, la troisième activité amène le joueur à effectuer des figures aériennes lors d'un meeting, après avoir préalablement choisi les chorégraphies qu'il souhaite réaliser.

## Développement
Ace Combat 7 est développé par les équipes japonaises et singapouriennes du studio Project Aces. Bandai Namco Entertainment est l'éditeur. L'écriture du scénario est confiée à Sunao Katabuchi, déjà auteur de la campagne d'Ace Combat 5 (2004) tandis que les musiques du jeu sont orchestrées par Keiki Kobayashi, compositeur attitré de la série depuis Ace Combat 4 (2001). Le moteur de jeu Unreal Engine 4 est utilisé pour les graphismes en 3D du jeu, et est appuyé par la technologie TrueSKY qui vient améliorer le rendu atmosphérique du ciel, le dynamisme du climat, la volumétrie des nuages et les effets de lumières,,.
Le développement du jeu débute en mars 2015 (bien que le concept de base soit né deux, voire trois années auparavant, selon Kazutoki Kono, producteur du jeu).
Le nom de code du projet est alors Ace Combat Cloud.
Par la suite, le jeu est annoncé à la presse en décembre 2015 durant le PlayStation Experience de Sony, accompagné d'une bande-annonce et d'images de jeu,. À ce moment, le développement du jeu n'est pourtant qu'à ses débuts, puisque d'après Kazutoki Kono, seul 20 % du travail est alors effectué. Il est également annoncé une compatibilité avec la réalité virtuelle exclusif au PlayStation VR de Sony, laissant croire à une exclusivité PlayStation 4,. Toutefois, toujours selon Kazutoki Kono, le concept de la réalité virtuelle est récent, si bien que cette fonctionnalité n'est pas encore complètement implémenté dans le jeu ; or, Project Aces pourrait abandonner l'idée si le nombre d'image par seconde en était affecté. D'autre part, l'annonce que le contenu en réalité virtuelle ne serait qu'un mode de jeu, indépendant du contenu principal, vient renforcer l'idée que Ace Combat 7 pourrait être multiplateformes ; c'est-à-dire au moins également disponible sur Xbox One,.
À l'occasion du PlayStation Experience de 2016, une première démo du jeu est jouable, mais centré uniquement sur le mode en réalité virtuelle,. La date de lancement est alors fixée pour 2017 et un trailer est également dévoilée (la presse lui reproche cependant l'absence de gameplay),.
En janvier 2017, l'organisme de classification taïwanais liste sur son site web une version Xbox One du jeu et vient relancer le fait que Ace Combat 7 pourrait être multi-supports,. En fin de mois, Bandai Namco finit par confirmer la rumeur en officialisant la sortie du jeu aussi bien sur PlayStation 4, Xbox One et PC (via Steam). Par ailleurs, le jeu porte désormais le titre complet Ace Combat 7: Skies Unknown,,. Mais, tous ces nouveaux apports viennent gonfler le planning des développeurs qui décident alors de repousser le lancement du jeu à 2018, sans date précise,. Lors de la Gamesom de 2018, la sortie du jeu est à nouveau repoussée, mais est définitivement fixée à début 2019.
En juin 2017, lors de l'E3, une seconde démo du jeu, présentant cette fois-ci l'une des missions de la campagne, est jouable.

## Commercialisation
Le lancement d'Ace Combat 7: Skies Unknown connaît de nombreux rebondissements. D'abord prévu pour 2017, puis repoussé à 2018, le jeu sort finalement en 2019.
Les joueurs qui achètent en avance le jeu sur consoles (précommande), s'octroient quelques bonus,. Pour la version PlayStation 4 du jeu, le portage de la version numérique de Ace Combat 5: Squadron Leader est offerte tandis que la version Xbox One du jeu contient une version rétrocompatible de Ace Combat 6: Fires of Liberation,. Par ailleurs, les joueurs bénéficient d'un appareil supplémentaire, le F-4E ; et, seulement dans le cas d'une précommande numérique, d'un second appareil, le Lockheed F-104 Starfighter. Le jeu s'offre aussi des DLC ainsi qu'un laissez-passer saisonnier (season pass) permettant l'accès à trois niveaux et trois appareils supplémentaires,. Une édition Deluxe du jeu voit également le jour (incluant le season pass) et contient les mêmes bonus quel que soit le support,,.

## Accueil

### Ventes
Bandai Namco rapporte que le jeu s'est vendu à plus de 6 millions d'exemplaires.